# Mikhaïl Antípov
Mikhaïl Aleksàndrovitx Antípov (en rus: Михаи́л Алекса́ндрович Анти́пов; el 10 de juny de 1997) és un jugador d'escacs rus que té el títol de Gran Mestre des de 2013.
A la llista d'Elo de la FIDE del desembre de 2021, hi tenia un Elo de 2615 punts, cosa que en feia el jugador número 34 de Rússia. El seu màxim Elo va ser de 2626 punts, a la llista del juliol de 2018.

## Resultats destacats en competició
El 2007 fou subcampió d'Europa Sub10 darrere de Kiril Alekséienko, i obtingué el títol de Mestre Candidat quan fou subcampió del món Sub10 per darrere de Tong Sen Wang. El 2009 fou cinquè al Campionat del món Sub 12 amb 8 punts d'11. El 2011 aconseguí el títol de Mestre Internacional, i feu 6½ punts de 9 al Campionat d'Europa Sub14 i 5½ punts de 9 al Memorial Txigorin davant de 6 GM i un MI.
El setembre de 2015 fou campió del món juvenil amb 10 punts de 13, empatat amb punts amb Jan-Krzysztof Duda però per davant per un estret marge.